# Digue de Saemangeum
La digue de Saemangeum est une digue situé entre l'estuaire de Saemangeum et la mer Jaune, en Corée du Sud. La digue est la plus longue digue maritime au monde, avec une longueur de 33 km, contre 32 km pour celle de Afsluitdijk. 
Le projet de construction de la digue a annoncé en 1991, par le gouvernement de Corée du Sud, en parallèle d'un aménagement de l'estuaire de Saemangeum. La digue et les aménagements associés sont controversés de par leurs répercussions environnementales.
Si la construction de la digue de Saemangeum s'est terminée en avril 2006, son ouverture au public et au trafic routier ne s'est déroulée qu'en avril 2010, après son inauguration par le président Lee Myung-bak.